# Winter,again
「Winter,again」（ウィンター・アゲイン）は、GLAYの16枚目のシングルである。

## 概要
1999年度のオリコン年間シングルチャート2位を記録したが、これはオリコンの当時の集計方法が8cm盤の売り上げと12cm盤の売り上げが別々であったためである。GLAYのシングルで最大のセールスとなる累計売上164.3万枚（オリコン調べ）を記録している。初動売上は当時「名もなき詩」（Mr.Children）に次いで歴代2位であった。
本楽曲で第41回日本レコード大賞を受賞したが、レコ大受賞を巡ってGLAY解散の危機に陥ったというエピソードがある。なお、本楽曲は第32回日本有線大賞も受賞しており、日本レコード大賞と日本有線大賞のダブル受賞は史上5組目の快挙であった。
LINE MUSICによる2024年 版の世代別「冬に聴きたい曲ランキングTOP10」では、30代の1位、40代の2位にランクインしている。
PVが2種類存在する。
最初のPVは真冬の北海道の美瑛町で撮影したが、殆どTERUの顔しか映っておらず、本人達はそのような構成になっているとは全く知らされていなかったため、メンバー間でボーカルを代えようと喧嘩になったと『速報!歌の大辞テン』で語られていた。その後新しいPVが作られ現在に至っており、PVが2種類あるシングルは「Yes, Summerdays」と併せて2作品目となった。
ポリドールから発売された最後の作品で、発売直後に当時の所属レーベルであったUNLIMITED RECORDS販売権がポニーキャニオンに移行した。
楽曲制作の際、音楽番組で映画『八甲田山』から楽曲のインスピレーションを得たと語っていた。
初回特典として、先着でポスターが付いていた。
アートワークは『BE WITH YOU』と同じ分厚さの特製パッケージ仕様。
2021年11月12日には、THE FIRST TAKEに本曲で初出演。アレンジャーにTomi Yoを迎え演奏した。

## 収録曲
全作曲: TAKURO
| #  | タイトル                         | 作詞         | 作曲・編曲 | 編曲             |
| -- | -------------------------------- | ------------ | ---------- | ---------------- |
| 1. | 「Winter,again」                 | TAKURO       |            | GLAY・佐久間正英 |
| 2. | 「Young oh! oh!」                | TAKURO       |            | GLAY             |
| 3. | 「HELLO MY LIFE」                | TAKURO・TERU |            | GLAY             |
| 4. | 「Winter,again（instrumental）」 |              |            |                  |

### 楽曲解説
1. Winter,again
歌詞には当時のTAKUROの作品（「SOUL LOVE」など）に顕著な日常で滅多に使わない難しい言葉が多々用いられており、一部分はTAKUROの当時の恋人に対してTAKUROの故郷である北海道の景色を見せたいという想いが込められている。イントロは1997年公開の映画「タイタニック」主題歌「MY HEART WILL GO ON」（セリーヌ・ディオン）をTAKUROが意図して作ったという。アルバム『HEAVY GAUGE』にはボーカルのみ別テイクのバージョンが収録されており、また僅か一字のみだが歌詞が変わっている[注釈 5]。2009年11月20日に放送されたフジテレビ系の音楽番組『僕らの音楽』では「アコースティック・バージョン」で披露された[7]。2021年11月12日には『THE FIRST TAKE』で披露された。
TAKUROがリードギターを担当しており、ライヴで披露する際にはエピフォン・カジノもしくはエピフォン・リビエラを使用している。一方HISASHIはサイドギターながらビブラート・ユニットを備えた東海楽器・Talboを使用し、ビブラートを活かした音が目立っている。『THE FIRST TAKE』バージョンではHISASHIがリードを担当。
2011年にG-DIRECT限定でリリースされたクリスマスミニアルバム『Hope and The Silver Sunrise』には2009年のツアー「GLAY ARENA TOUR 2009 THE GREAT VACATION」で披露された、ピアノとTERUのみのBメロから始まるリアレンジバージョンを基に再録している。
コンピレーション・アルバム『CRUSH! -90's V-Rock best hit cover songs-』に、12012が本曲のカバーで参加した。
2015年にMs.OOJAが発売したアルバム、『THE HITS 〜No.1 SONG COVERS〜』でカバーが収録されている[8]。
2013年にレコチョクが発表した「GLAY 名曲ランキング」では3位にランクインしている[9]。
2024年にはSpotify主催「Music Canvas -音楽と季節をめぐろう-」というテーマに基づく楽曲を題材に、作品公募による一般ユーザー参加型の「想いをつなぐ写真展」に本曲が選ばれた[10]。
2. Young oh! oh!
表題曲とは異なりGLAYのセルフ・プロデュース作品となっている。後にカップリング・ナンバーを集めた『rare collectives vol.2』に収録されることとなったが、その際には大幅に後奏部分がカットされた。
3. HELLO MY LIFE
2曲目と同様にGLAYのセルフ・プロデュース作品。
4. Winter,again instrumental

## タイアップ
- JR東日本「JR SKI SKI」キャンペーンソング。（#1）

## 収録アルバム
Winter, again
- HEAVY GAUGE (アルバムバージョン)
- DRIVE-GLAY complete BEST
- -Ballad Best Singles- WHITE ROAD
- THE GREAT VACATION VOL.2 〜SUPER BEST OF GLAY〜
- Hope and The Silver Sunrise (inspired by Hope and The Silver Sunrise)
- HEAVY GAUGE Anthology (リミックスバージョン)
- REVIEW II -BEST OF GLAY-
- DRIVE 1993〜2009 -GLAY complete BEST

Young oh! oh!
- rare collectives vol.2 (アウトロ短縮バージョン)
- HEAVY GAUGE Anthology (リミックスバージョン)

HELLO MY LIFE
- rare collectives vol.2
- HEAVY GAUGE Anthology (リミックスバージョン)
- REVIEW II -BEST OF GLAY-

## カバー
| 楽曲         | リリース      | アーティスト | 収録作品                                                                    | 備考 |
| ------------ | ------------- | ------------ | --------------------------------------------------------------------------- | ---- |
| Winter,Again | 2011年1月26日 | 12012        | カバーコンピレーションアルバム『CRUSH! -90's V-Rock best hit cover songs-』 |      |
| Winter,Again | 2015年8月19日 | Ms.OOJA      | カバーアルバム「THE HITS 〜No.1 SONG COVERS〜」                             |      |